# 龙门街道 (南充市)
龙门街道，原为龙门镇，是中华人民共和国四川省南充市高坪区下辖的一个乡镇级行政单位。2011年，撤镇改街道。

## 行政区划
龙门街道下辖以下地区：
炮台街社区、油坊街社区、南新街社区、曹家坝社区、嘉龙社区、盐井沟村、曹家坝村、指路碑村、三汇口村、崔家桥村、高庙子村、黑拱桥村、韩家坝村、三角池村、谯家坟村、空洞山村、铁钱坝村、石盘村和雷主庙村。